# Орден Красного Знамени
О́рден Кра́сного Зна́мени (о́рден «Кра́сное зна́мя») — один из высших орденов СССР. Первый советский орден. Был учреждён для награждения за особую храбрость, самоотверженность и мужество, проявленные при защите социалистического отечества. Орденом Красного Знамени также награждались войсковые части, военные корабли, государственные и общественные организации.

Вплоть до учреждения ордена Ленина в 1930 году орден Красного Знамени являлся высшим орденом Советского Союза.
За основу ордена был принят знак ордена «Красное Знамя» РСФСР, учреждённый 16 сентября 1918 года во время гражданской войны декретом ВЦИК. Первоначальное название — орден «Красное Знамя». Во время гражданской войны аналогичные ордена были также учреждены в других советских республиках. 1 августа 1924 год был учреждён общесоюзный орден «Красное Знамя», внешнее отличие которого заключалось в надписи «СССР» вместо «РСФСР» на ленте на нижней части лаврового венка. Все ордена советских республик, которыми производились награждения в 1918—1924 годах, были приравнены к общесоюзному ордену. Статут ордена был утверждён постановлением Президиума ЦИК СССР от 11 января 1932 года (19 июня 1943 года и 16 декабря 1947 года в это постановление были внесены изменения и дополнения указами Президиума Верховного Совета СССР). Последняя редакция статута ордена была утверждена указом Президиума Верховного Совета СССР от 28 марта 1980 года.
Воинские части, награждённые орденом Красного Знамени, именовались Краснознамёнными. Гражданские учреждения и организации носили в названии слова «ордена Красного Знамени». ДОСААФ относилось к гражданским организациям. Тем не менее, Батайская Первая Краснознамённая школа Гражданского Воздушного Флота имени Баранова и Рижский Краснознамённый институт инженеров гражданской авиации имени Ленинского комсомола имели в своём названии слово «Краснознамённая/Краснознамённый».

## История ордена
Декретом об уравнении всех военнослужащих в правах с 17 (30) декабря 1917 года были отменены все ордена и прочие знаки отличия Российской империи. Вместо орденов стали вручаться именные часы, портсигары, шашки, пистолеты, револьверы и т. п. Первой официальной советской государственной наградой стало «Почётное революционное Красное Знамя», которое было введено 3 августа 1918 года по инициативе члена Коллегии Народного комиссариата по военным и морским делам РСФСР Н. И. Подвойского. Награда представляла собой знамя, которое вручалось особо отличившимся частям РККА.
13 августа 1918 года Н. И. Подвойский в телеграмме Я. М. Свердлову предложил создать также и индивидуальные знаки отличия для Красной Армии. 2 сентября 1918 года на заседании ВЦИК по инициативе Я. М. Свердлова была создана комиссия, возглавляемая А. С. Енукидзе, для составления проекта индивидуальных наградных знаков. Комиссия предложила два варианта — орден «Красное Знамя» и орден «Красная Гвоздика». 14 сентября 1918 года предложения комиссии были рассмотрены на заседании ВЦИК, где был выбран вариант под названием «Красное Знамя». 16 сентября 1918 года был подписан декрет «О знаках отличия», где орден «Красное Знамя» был принят окончательно.
Проектный эскиз ордена был поручен художнику В. И. Денисову, однако из-за его болезни фактически всю работу по созданию рисунка ордена «Красное Знамя» пришлось выполнить его сыну Владимиру (тоже художнику). В. В. Денисов меньше чем за месяц подготовил шесть вариантов рисунка знака нового ордена. Один из них был признан Комиссией ВЦИК как наиболее точно отражающий суть боевого знака отличия. На нём были изображены: развернутое Красное Знамя, пятиконечная красная звезда, лемех плуга, молот, штык, скрещенные серп и молот, дубовые листья венка. На красном знамени располагался лозунг: «Пролетарии всех стран, соединяйтесь!». В нижней части ордена на красной ленте были буквы «Р. С. Ф. С. Р.». 4 октября 1918 года этот вариант рисунка ордена «Красное Знамя» с небольшими исправлениями, сделанными автором по замечаниям членов наградной комиссии, был утверждён Президиумом ВЦИК.
Также именовался орденом Боевого Красного Знамени.
Правила ношения ордена, цвет ленты и её размещение на наградной колодке были утверждены Указом Президиума Верховного Совета СССР «Об утверждении образцов и описание лент к орденам и медалям СССР и Правил ношения орденов, медалей, орденских лент и знаков отличия» от 19 июня 1943 года.

## Статут ордена
16 сентября 1918 года был принят первый статут ордена Красного Знамени. В нём говорилось:

1. Знак отличия присуждается всем гражданам РСФСР, проявившим особую храбрость и мужество при непосредственной боевой деятельности.
2. Знаком отличия устанавливается орден Красного Знамени с изображением на нём Красного Знамени, развернутого, свернутого или усечённого в форме треугольника.
3. Вместе с орденом Красного Знамени гражданам РСФСР вручается особая грамота, текст которой должен быть следующим: «Всероссийский Центральный Исполнительный Комитет Советов Рабочих, Крестьянских, Казачьих и Красноармейских депутатов в ознаменование исполнения гражданином (таким-то) своего долга перед социалистическим отечеством в бою против его врагов (там-то и при таких-то обстоятельствах) вручает ему знак ордена Красное Знамя — символ Мировой социалистической Революции. Знак ордена Красное Знамя гражданин (такой-то) имеет право носить на груди.
4. Право утверждения и присуждения принадлежит только Всероссийскому Центральному Исполнительному Комитету.
5. Правом представления на награды пользуются все командиры и комиссары отдельных частей Красной Армии, Флота и добровольческих отрядов».

Подобная недетализированность подвигов, за которые вручалась награда объясняется тем, что это был единственный советский орден. Об этом также упоминалось в специальной памятке «Что такое орден Красного Знамени и кто его носит?», которую выдавали награждённым:

«Орден Красного Знамени — есть единственная награда, которой Всероссийский Центральный Исполнительный Комитет Советов Рабочих, Крестьянских, Красноармейских и Казачьих депутатов награждает солдата Революции за храбрость, беззаветную преданность Революции и Рабоче-Крестьянской власти».
С 1944 по 1956 год действовал новый статут, по которому данный орден вручался кадровым военнослужащим РККА (Советской Армии) за выслугу лет: за 20 и 30 лет службы.

## Порядок и способ ношения ордена
Орден Красного Знамени располагается после ордена Ленина и ордена Октябрьской революции (если такие имеются) на груди слева. Крепится или штифтом, или подвеской.

## Кавалеры

### Первые кавалеры
- Первым кавалером ордена Красного Знамени стал герой гражданской войны Василий Блюхер. В наградном листе ВЦИК от 28 сентября 1918 года говорилось[9]: Бывший сормовский рабочий, председатель Челябинского ревкома он, объединив под своим командованием несколько разрозненных красноармейских и партизанских отрядов, совершил с ними легендарный переход в полторы тысячи верст по Уралу, ведя ожесточённые бои с белогвардейцами.

- Вторым наградили Василия Панюшкина — командира 1-го Социалистического рабоче-крестьянского отряда ВЦИК, отличившегося при взятии Казани.
- Орден под номером 3 был вручён Филиппу Миронову (партийный псевдоним — Кузьмич).
- Четвёртым орденом 10 марта 1919 года[10] был награждён Ян Фабрициус.
- Пятым орденом награждён Антонов Сергей Иванович, командир эскадрона 1-й Конной армии. Орден хранится в Каменском музее краеведения города Каменск-Шахтинский Ростовской области.

Несмотря на неоднократно появлявшиеся публикации о том, что одним из первых награждённых орденом Красного Знамени был Нестор Махно, никаких официальных документов, подтверждающих его награждение, не имеется. Одним из первых двукратных кавалеров был Гай, Гая Дмитриевич, документы о награждении, имеются.
- 23 февраля 1928 года «В ознаменование десятилетия рабоче-крестьянской Красной армии, вписавшей славные страницы в историю героической борьбы пролетариата с многочисленными его врагами…» ЦИК СССР принял необходимым отметить доблестную службу особо отличившихся в Гражданскую войну. Всего по этому постановлению впервые орденом было награждено 32 женщины.

### Кавалеры, награждённые орденом несколько раз
Орден Красного Знамени был единственным в государстве, а гражданская война всё продолжалась. Поэтому уже 19 мая 1920 года ВЦИК постановил производить повторное (а позже и многократное) награждение этим орденом.
Многие из первых кавалеров ордена были награждены им несколько раз. Так Василий Блюхер пять раз удостоился этой награды, Ян Фабрициус был четырежды кавалером, а Семён Будённый за годы службы был награждён орденом шесть раз.
Всего за подвиги в Гражданской войне дважды орден получили 285 человек, трижды — 31 и четырежды — 4. Кроме Блюхера и Фабрициуса четыре ордена получили красные командиры С. С. Вострецов и И. Ф. Федько.
Весьма существенное количество неоднократно награждённых этим орденом появилось в период с 1944 по 1958 годы, когда орден вручался за выслугу лет. Многие получили его дважды: сначала за 20, а потом и за 30 лет безупречной службы. Подобным образом, например, получил свой третий орден Красного Знамени Иосиф Сталин.
Кавалерами пяти орденов Красного Знамени 3 ноября 1944 года стали Маршалы Советского Союза К. Е. Ворошилов и Буденный, но и это не было пределом.
Шестью орденами были награждены 61 человек, пятью орденами — более 350 человек.
Седьмым орденом Красного Знамени 31 октября 1967 года был награждён генерал-лейтенант авиации М. И. Бурцев. Также семью орденами были награждены маршалы авиации И. Н. Кожедуб и И. И. Пстыго, генерал-полковник П. И. Зырянов, генерал-полковник авиации Горелов С. Д., генерал-полковник танковых войск К. Г. Кожанов, генерал-лейтенант М. А. Еншин, генерал-лейтенанты авиации В. Ф. Голубев и Б. Д. Мелехин, генерал-майоры Н. П. Петров и Б. Я. Черепанов, генерал-майор авиации П. Ф. Заварухин.
Часто встречается информация, что маршал авиации, Герой Советского Союза Иван Иванович Пстыго был награждён орденом Красного Знамени рекордное число раз — восемь. Однако свой восьмой орден Красного Знамени он получил от Сажи Умалатовой уже после распада СССР.
За время войны в Афганистане (1979—1989) дважды награждены этим орденом всего 14 человек.

## Описание ордена

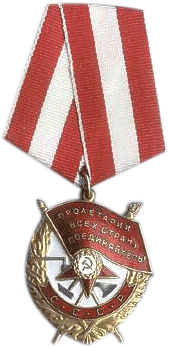
Окончательный вариант ордена

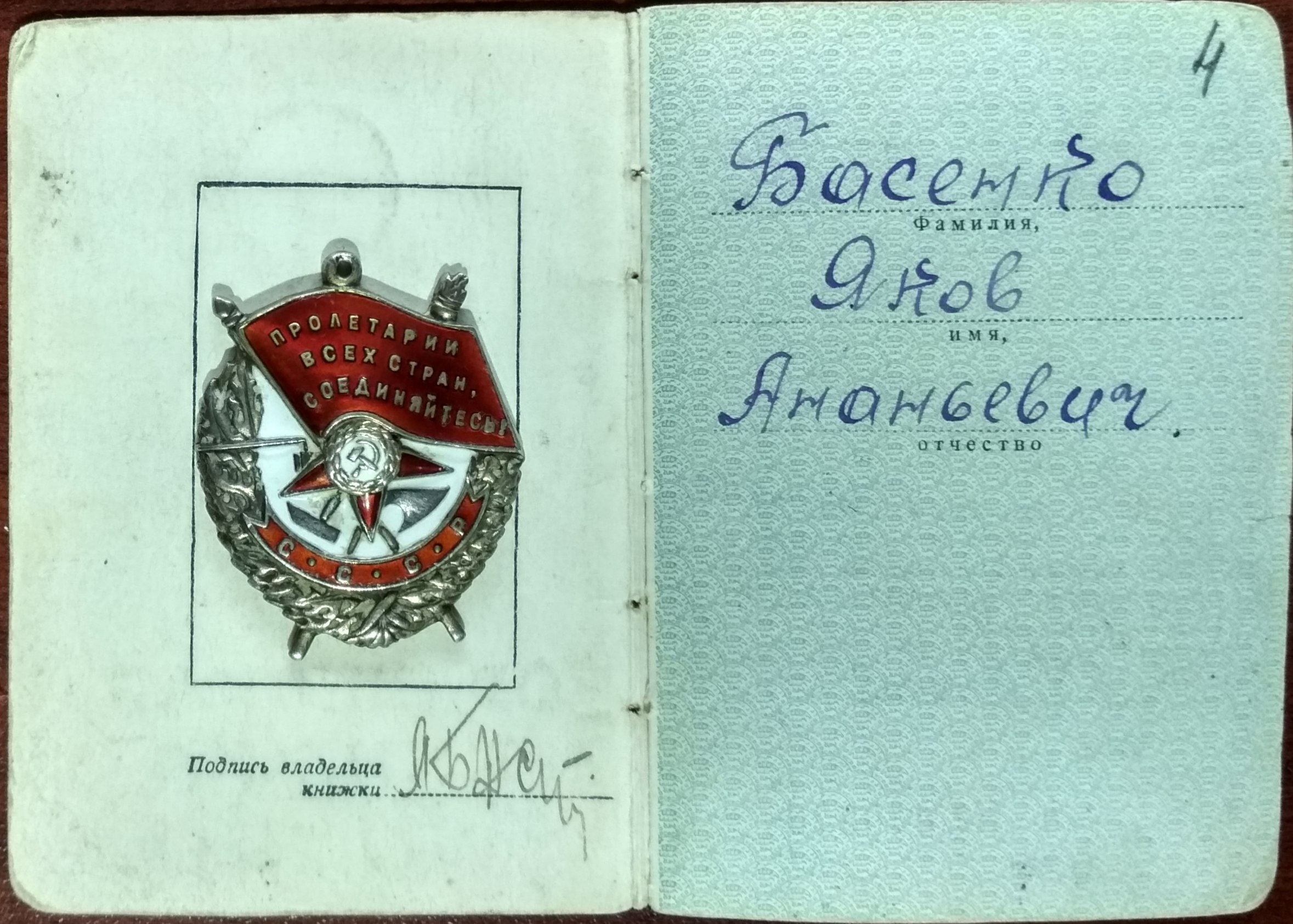
Орден и орденская книжка

В центре ордена помещён круглый знак, покрытый белой эмалью, на котором изображены золотые серп и молот, обрамлённый золотым лавровым венком. Под круглым знаком помещены три луча перевёрнутой красной звезды, под которой перекрещиваются молот, плуг, штык и красное знамя с надписью: «Пролетарии всех стран, соединяйтесь!». Снаружи орден обвит золотым лавровым венком, на котором помещена красная лента с надписью: «СССР». Орден Красного Знамени изготовляется из серебра. Высота ордена — 40 мм, ширина — 36,3 мм. В первых вариантах орден Красного Знамени носился на красном банте, который был сложен в виде розетки. Позже к круглому знаку была добавлена пятиугольная колодка, обтянутая красной шёлковой муаровой лентой с широкой белой полосой посредине и узкими белыми полосами по краям.

## Факты
- Орден Красного Знамени с цифрой «5» на щитке впервые был вручён согласно Указу Президиума Верховного Совета СССР от 3 ноября 1944 года. Знаком ордена с цифрой «5» за № 1 был награждён маршал Советского Союза Ворошилов К. Е., а за № 2 — маршал Советского Союза Будённый С. М. Эти награждения произошли уже после Указа от 19 июня 1943 года, поэтому штифтовых вариантов с цифрой «5» и выше никогда не существовало.
- Шестью орденами Красного Знамени награждены 61 человек: Маршалы Советского Союза Ворошилов, Буденный С. М. и Рокоссовский К. К., генералы армии Гетман А. Л., Павловский И. Г., Радзиевский А. И., маршалы авиации Борзов И. И. и Колдунов А. И., маршал войск связи Леонов А. И., генерал-полковники авиации Подгорный И. Д. и Шевелёв П. Ф., генерал-майор Коротков А. М., генерал-майоры авиации Слепенков Я. З. и Головачёв П. Я. и другие.
- Семью орденами награждены 12 человек, из них 9 лётчиков, 2 танкиста и 1 пограничник (10 генералов и 2 маршала авиации). Пятеро из них являются Героями Советского Союза.
- Орден был взят за основу для учреждённой 23 февраля 2008 года постановлениями Президиума ЦК КПРФ и Центрального совета Союза Советских офицеров памятной медали «90 лет Советских Вооружённых Сил».

## Ордена союзных республик
До введения всесоюзного ордена, который внешне схож с орденом РСФСР, в союзных республиках существовали одноимённые ордена республиканского масштаба:
- Орден «Красное Знамя» Азербайджанской ССР. Учреждён в 1920 году. Знак внешне напоминает аналогичный орден РСФСР (красная пятиконечная звезда в центре, полуприкрытая сверху красным знаменем, под нею — штык винтовки, молот и плуг). Однако к красной звезде был добавлен красный полумесяц, а на знамени девиз «Пролетарии всех стран, соединяйтесь!» был продублирован аналогичной надписью арабским шрифтом по-азербайджански. Проект этого ордена был разработан начальником военно-топографического отделения оперативно-мобилизационного отдела штаба народного комиссара по военным и морским делам АзССР И. П. Векилова. Знаки ордена изготовили из серебра бакинские ювелиры М. Тевосов, А. Тейтельман и др. Первым кавалером данного ордена стал М. Г. Ефремов. Всего данным орденом был награждён 21 человек.
- Орден «Красное Знамя» Грузинской ССР. Учреждён в 1921 году. Знак ордена представляет собой круглый щит с наложенной на него саблей, который венчает красное знамя с написанным на грузинском языке девизом «Пролетарии всех стран, соединяйтесь!». Под знаменем — красная пятиконечная звезда с серпом и молотом. В центре — сокращённое название республики на грузинском языке. Всего данным орденом был награждён 21 человек.
- Орден «Красное Знамя» Армянской ССР. Учреждён в 1921 году. Все надписи сделаны на армянском языке. Изображён древний символ Армении — гора Арарат, на фоне которой изображены горящий факел, красное знамя и красная звезда. Вся композиция заключена в венок из колосьев и лавровых листьев. Первым кавалером данного ордена стал А. И. Геккер — командующий 11-й армией, которая принимала участие в борьбе против дашнакского правительства и в установлении в Армении Советской власти. Всего данным орденом было награждены 182 человека.
- Орден «Красное Знамя» Хорезмской НСР. Знак ордена овальной формы заключён в венок из колосьев. На поле знака — скрещённые сабля и красное знамя. В месте их скрещения — красная лента с буквами «Х. С. С. Р.». Вверху ордена изображена красная пятиконечная звезда, на знамени и в центре звезды — гербовая эмблема республики. Всего данным орденом были награждены 74 человека.

После учреждения 1 августа 1924 года единого военного ордена «Красное Знамя» СССР, аналогичные ордена союзных республик были упразднены. Однако замена этих орденов на знаки общесоюзного образца не производилась. На лиц, награждённых такими орденами, распространялись все права и льготы, которые предоставлялись отмеченным орденом Красного Знамени СССР при условии, что награждение орденом союзной республики подтверждено приказом РВС СССР и что награждённый орденом союзной республики не получил за тот же подвиг орден Красного Знамени СССР или полностью приравненный к нему орден «Красное Знамя» РСФСР.

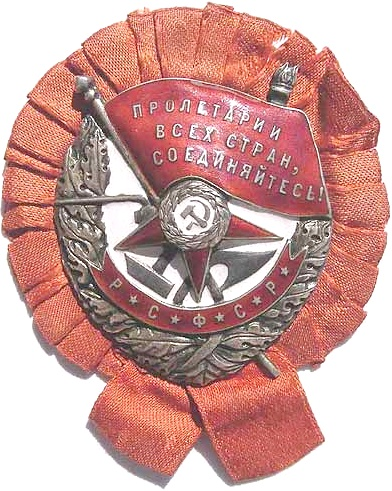
Орден Красного Знамени РСФСР, 1918 год
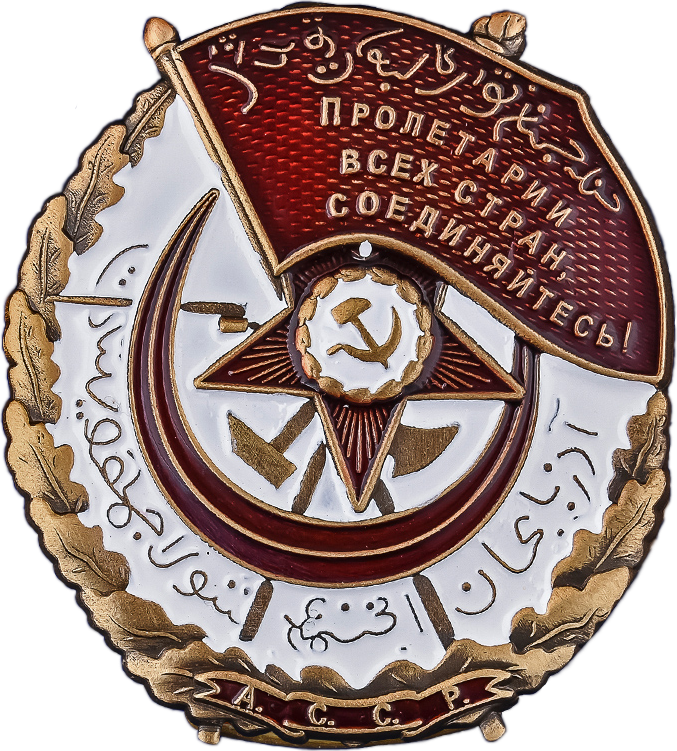
Орден Красного Знамени Азербайджанской ССР
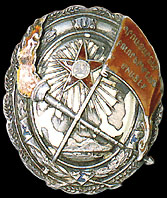
Орден Красного Знамени Армянской ССР
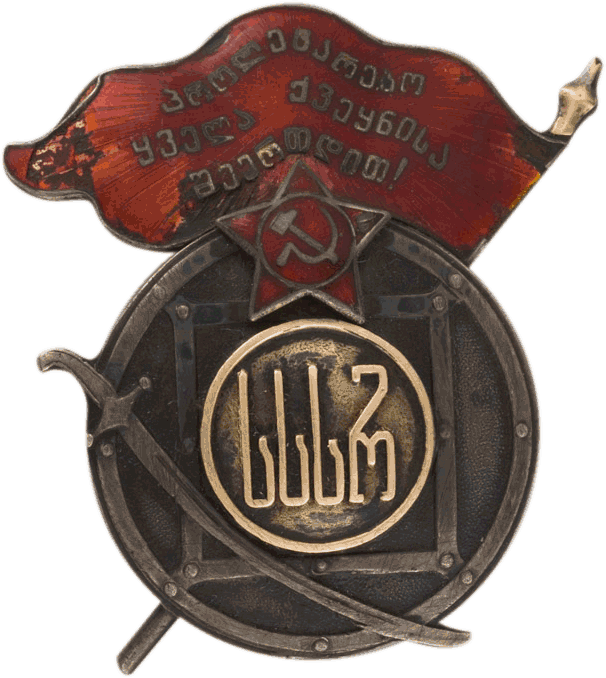
Орден Красного Знамени Грузинской ССР, 1923 год

Орден на марках СССР
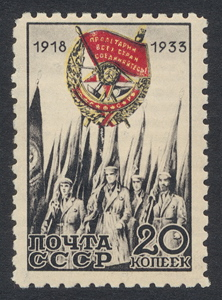
Почтовая марка СССР, 1933 год
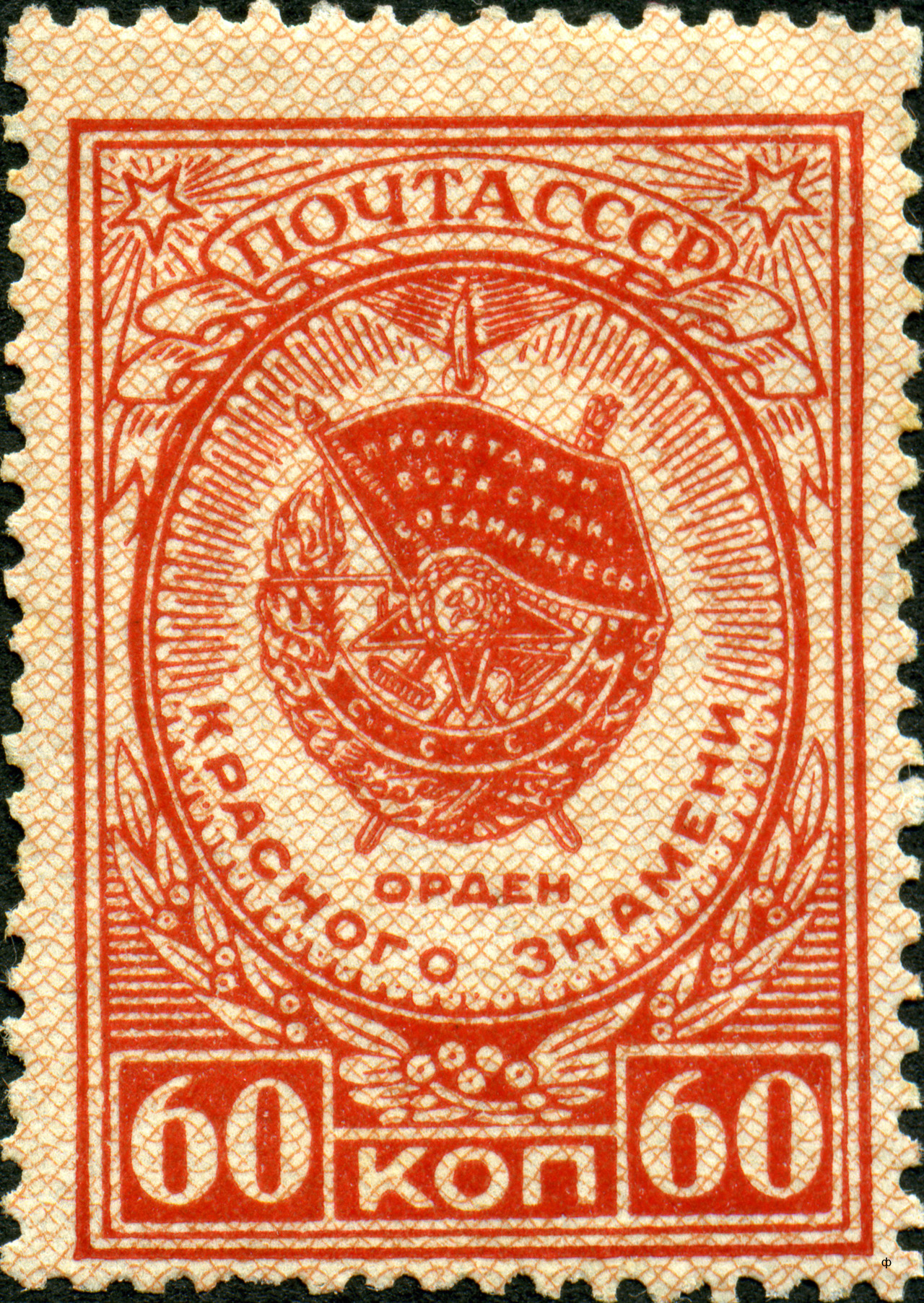
Почтовая марка СССР, 1946 год
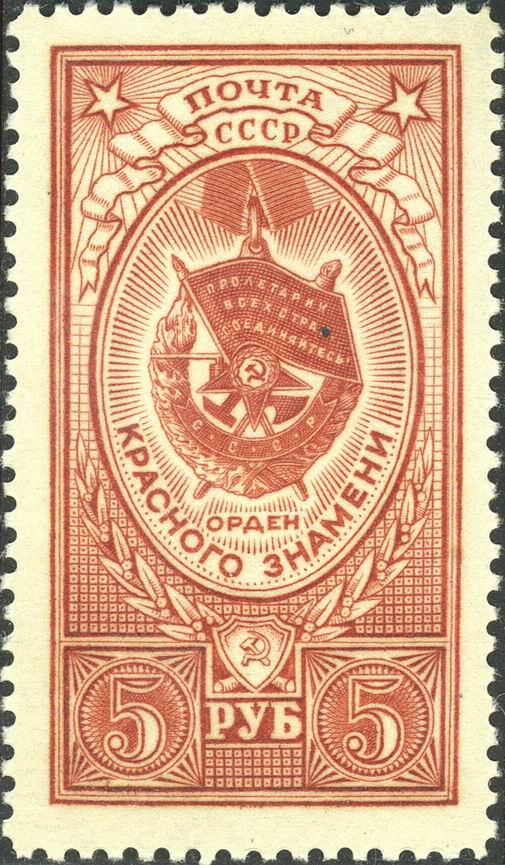
Почтовая марка СССР, 1952 год

Конверт почты СССР
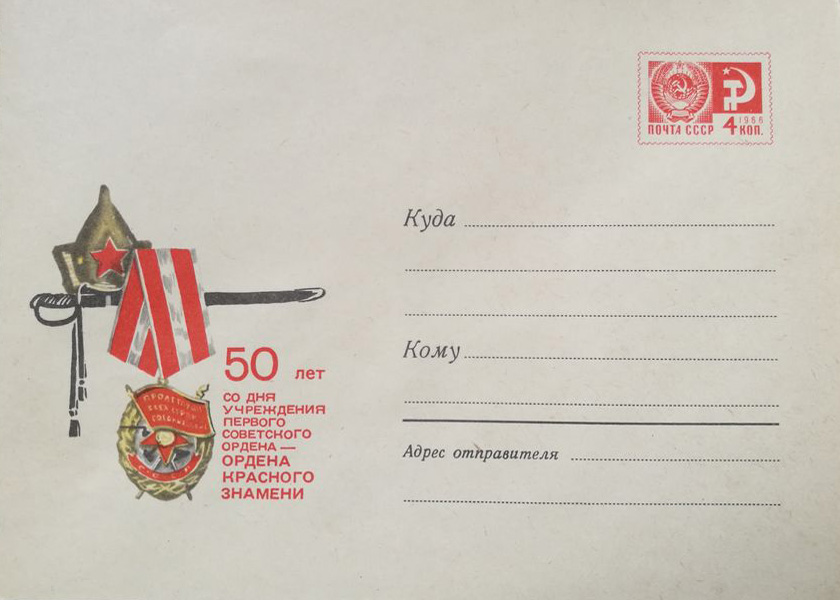
1968 год